# Puliciphora velocipes
Puliciphora velocipes är en tvåvingeart som först beskrevs av Schmitz 1913.  Puliciphora velocipes ingår i släktet Puliciphora och familjen puckelflugor. Inga underarter finns listade i Catalogue of Life.